# Qualificazioni al campionato europeo maschile di calcio 2020 - Gruppo E

## Classifica
| Squadra     | Pt | G | V | P | S | GF | GS | DR  |
| ----------- | -- | - | - | - | - | -- | -- | --- |
| Croazia     | 17 | 8 | 5 | 2 | 1 | 17 | 7  | +10 |
| Galles      | 14 | 8 | 4 | 2 | 2 | 10 | 6  | +4  |
| Slovacchia  | 13 | 8 | 4 | 1 | 3 | 13 | 11 | +2  |
| Ungheria    | 12 | 8 | 4 | 0 | 4 | 8  | 11 | -3  |
| Azerbaigian | 1  | 8 | 0 | 1 | 7 | 5  | 18 | -13 |

## Risultati

### Prima giornata
| Arbitro: | Kabakov |

|                          |           |              |
| Barišić 44’ Kramarić 79’ | Marcatori | 19’ Şeydayev |

| Arbitro: | Bezborodov |

|                     |           |  |
| Duda 42’ Rusnák 85’ | Marcatori |  |

### Seconda giornata
| Arbitro: | Zwayer |

|          |           |  |
| James 5’ | Marcatori |  |

| Arbitro: | Collum |

|                       |           |           |
| Szalai 34’ Pátkai 76’ | Marcatori | 13’ Rebić |

### Terza giornata
| Arbitro: | Kovács |

|                                 |           |            |
| Lawrence 17’ (aut.) Perišić 48’ | Marcatori | 77’ Brooks |

| Arbitro: | Blom |

|            |           |                           |
| Emreli 69’ | Marcatori | 18’, 53’ Orban 71’ Holman |

### Quarta giornata
| Arbitro: | Beaton |

|              |           |                                                 |
| Şeydayev 29’ | Marcatori | 8’ Lobotka 27’ Kucka 30’, 57’ Hamšík 85’ Hancko |

| Arbitro: | Jug |

|            |           |  |
| Pátkai 80’ | Marcatori |  |

### Quinta giornata
| Arbitro: | Brych |

|  |           |                                                |
|  | Marcatori | 45’ Vlašić 46’ Perišić 72’ Petković 89’ Lovren |

| Arbitro: | Farrugia Cann |

|                             |           |            |
| Pašajev 26’ (aut.) Bale 84’ | Marcatori | 59’ Emreli |

### Sesta giornata
| Arbitro: | Schärer |

|               |           |                   |
| Xəlilzadə 72’ | Marcatori | 11’ (rig.) Modrić |

| Arbitro: | Mateu Lahoz |

|                |           |                     |
| Szoboszlai 50’ | Marcatori | 40’ Mak 56’ Boženík |

### Settima giornata
| Arbitro: | Orsato |

|                             |           |  |
| Modrić 5’ Petković 24’, 42’ | Marcatori |  |

| Arbitro: | del Cerro Grande |

|           |           |           |
| Kucka 53’ | Marcatori | 25’ Moore |

### Ottava giornata
| Arbitro: | Higler |

|            |           |  |
| Korhut 10’ | Marcatori |  |

| Arbitro: | Kuipers |

|            |           |           |
| Bale 45+3’ | Marcatori | 9’ Vlašić |

### Nona giornata
| Arbitro: | Aytekin |

|  |           |                      |
|  | Marcatori | 10’ Moore 34’ Wilson |

| Arbitro: | Turpin |

|                                     |           |             |
| Vlašić 56’ Petković 60’ Perišić 74’ | Marcatori | 32’ Boženík |

### Decima giornata
| Arbitro: | Bojko |

|                        |           |  |
| Boženík 19’ Hamšík 86’ | Marcatori |  |

| Arbitro: | Hațegan |

|                 |           |  |
| Ramsey 15’, 47’ | Marcatori |  |

## Classifica marcatori
4 reti
- Bruno Petković

3 reti
- Ivan Perišić
- Nikola Vlašić

- Róbert Boženík

- Marek Hamšík

2 reti
- Mahir Emreli
- Ramil Şeydayev
- Luka Modrić (1 rigore)

- Gareth Bale
- Kieffer Moore
- Aaron Ramsey

- Juraj Kucka
- Willi Orban
- Máté Pátkai

1 rete
- Təmkin Xəlilzadə
- Borna Barišić
- Andrej Kramarić
- Dejan Lovren
- Ante Rebić
- David Brooks

- Daniel James
- Harry Wilson
- Ondrej Duda
- Dávid Hancko
- Stanislav Lobotka
- Róbert Mak

- Albert Rusnák
- Dávid Holman
- Mihály Korhut
- Ádám Szalai
- Dominik Szoboszlai

1 autogol
- Pavlo Pašajev (pro Galles)

- James Lawrence (pro Croazia)